# Hristina Obradović
Hristina (serbisch-kyrillisch Христина, * 20. Dezember 1931 in Trebinje, Jugoslawien, bürgerlich Velika Obradović, Велика Обрадовић) ist eine Nonne der Serbisch-Orthodoxen Kirche und Äbtissin des Klosters Ljubostinja. 

## Leben
Velika Obradović wurde am 20. Dezember 1931 in Sedlara bei Trebinje als Tochter von Dušan und Janja Obradović in eine religiös geprägte herzegowinische Familie hineingeboren. Ihr älterer Bruder Milorad kam 1939 in das Kloster Žiča und wurde 1945 Mönch im Kloster der Heiligen Dreifaltigkeit in Ovčara, mit dem Klosternamen Hristifor. Aus Bewunderung für ihn beschloss sie, ebenfalls ins Kloster zu gehen. Mit seiner Hilfe kam sie 1944 ins Kloster Jovanje, wo sie bis 1947 als Novizin blieb. Dann zog sie in das Kloster Ljubostinja unter Äbtissin Varvara Milenović, wo sie als Haushälterin tätig war. 1951 wurde sie in Ljubostinja vom damaligen Bischof von Šumadija, Valerijan (Stefanović), zur Nonne geweiht und erhielt den Namen Hristina.
Nach dem Tod der bisherigen Äbtissin im Jahr 1995 wurde Obradović durch die Entscheidung des Bischofs von Šumadija, Sava (Vuković), und der Schwesternschaft zur dritten Äbtissin des Klosters Ljubostinja gewählt.